# Czerwony Most w Krakowie
Czerwony Most – zabytkowa budowla, jeden z obiektów austriackiej Twierdzy Kraków. Bezkolizyjne skrzyżowanie drogi rokadowej (ul. Waliszewskiego) i drogi dojazdowej do fortu Pękowice (ul. Pękowicka) zapobiegające zatorowi, jaki mógłby powstać w czasie walki podczas równoczesnego przegrupowywania się wojsk obydwiema tymi drogami. Mógł on mieć bardzo poważne następstwa i dlatego około 100 lat temu wybudowano na ówczesnych dalekich peryferiach miasta dwupoziomowe skrzyżowanie. Niedawno dokonano remontu, który przywrócił Czerwonemu Mostowi pierwotny wygląd.
Pod Czerwonym Mostem wiedzie Szlak Orlich Gniazd, pokrywający się z dawnym, średniowiecznym szlakiem handlowym łączącym Kraków z Częstochową i dalej – z Wielkopolską. Przebiega tu także fragment szlaku kulturowego i pątniczego Via Regia, będącego jedną z Dróg św. Jakuba, wiodących do sanktuarium tego świętego w hiszpańskim Santiago de Compostela.